# Звіт Талії Сассон
«Звіт Талії Сассон» чи «Проміжний висновок про несанкціоновані форпости» (івр. חוות דעת (ביניים) בנושא מאחזים בלתי מורשים) — офіційна доповідь уряду Ізраїлю, опублікована 8 березня 2005 року, у висновку якої зазначено, що ізраїльські державні органи приховано відводили мільйони шекелів на будівництво поселень і форпостів на Західному березі річки Йордан, хоча ті й вважаються незаконними згідно з ізраїльським законодавством. Доповідь була підготовлена на замовлення прем'єр-міністра Арієля Шарона, а роботу над нею очолила колишня керівниця кримінального департаменту Держпрокуратури Талія Сассон. Пізніше Талія Сассон балотувалася на виборах в Ізраїлі від лівої партії «Мерец».

## Звіт
У звіті детально розповідається про те, як чиновники Міністерства оборони, Міністерства житлово-комунального господарства та відділу поселень Всесвітньої сіоністської організації витрачали мільйони шекелів з державного бюджету на підтримку несанкціонованих форпостів. У звіті Талії Сассон це названо «явним порушенням закону» і сказано, що для виправлення ситуації необхідні «рішучі кроки». У ньому описується таємна співпраця між різними міністерствами та офіційними установами для консолідації «диких» форпостів, які поселенці почали будувати більше десяти років тому. Сассон додала, що проблема триває, сказавши, що «процес розширення форпосту глибоко йде».
У звіті згадано, що:
- Міністерство житлового будівництва надало 400 мобільних будинків для форпостів на приватній палестинській землі.
- Міністерство оборони схвалило розміщення причепів для початку нових форпостів.
- Міністерство освіти оплатило дитячі садки та їхніх вихователів.
- Міністерство енергетики підключило форпости до електричної мережі.
- Дороги до форпостів оплачувалися за гроші платників податків.

У звіті згадується 150 громад на Західному березі, які мають неповні або відсутні дозволи, але Сассон застерігає, що цей перелік не є вичерпним через відсутність співпраці деяких міністерств та урядових відомств, які, за її словами, не змогли передати деякі важливі документи. Вона рекомендувала позбавити Міністерство з питань житлово-комунального господарства повноважень щодо будівництва поселень на Західному березі річки Йордан і передати ці повноваження Кабінету міністрів. Міністр з питань житлово-комунального господарства на час подання звіту Іцхак Герцоґ («Авода») сказав після оприлюднення звіту, що всі витрати, призначені для поселень, тепер потребуватимуть схвалення генерального директора міністерства. Раніше керівники кожного відділу міністерства мали змогу затверджувати витрати на різні потреби будівництва та інфраструктури в населених пунктах.
Ініціативу розширення поселення Шарон підтримав, коли він сам був міністром закордонних справ при Біньяміні Нетаньяху. У 1998 році Шарон публічно закликав поселенців захоплювати вершини пагорбів, щоб роз'єднати суміжні палестинські території та запобігти створенню палестинської держави, сказавши: «Нехай усі рухаються вперед і займуть вершини пагорбів! Усе, що ми візьмемо, буде нашим, а чого не візьмемо, нашим не буде!». Однак у звіті Шарона не згадано. Тим не менш, звіт викликав заклики про те, що Шарон та інші колишні та нинішні урядовці мають понести юридичну відповідальність за їхню нібито офіційну причетність до фінансування незаконних поселень.
Лідери поселенців відкинули критику щодо незаконності та протиправних дій, заявляючи, що вони брали участь в офіційно санкціонованих ініціативах з планування громад.
Відповідно до Звіту, заснування форпосту вимагає схвалення уряду. Однак, відповідна процедура не була затверджена до 6 грудня 2004 року, коли прокурор Менахем Мазуз видав директиву. До того часу, відповідно до Правового форуму Держави Ізраїль, групи юристів, що підтримують рух із заселення, статус форпостів мав би регулюватися рішенням уряду № 150 від 2 серпня 1996 року, яким право санціонувати нові форпости належало міністру оборони.
На думку Правового форуму Землі Ізраїльської, майже усі єврейські поселення, які Талія Сассон вважає «несанкціонованими», засновані до директиви Мазуза від 2004 року, а, отже, є легальними. Цей аргумент ще не має юридичного підґрунтя.
Сассон рекомендувала, щоб Шарон розглянув кримінальні розслідування щодо тих осіб, які були запідозрені у залученні до справи.

## Реакція
Палестинські чиновники гнівно відреагували на звіт. «Настав час для міжнародної спільноти сказати „досить“ Ізраїлю і працювати з такою ж рішучістю, як і в інших питаннях», — сказав прем'єр-міністр Палестини Ахмед Курей. Речник посольства США в Тель-Авіві також повторив давній заклик Вашингтона до Ізраїля усунути форпости.
Лідер поселенців Шауль Ґолдштейн зауважив, що пан Шарон має поставити під сумнів висновки звіту, додавши: «Очевидно, що той, хто відправив нас на захист доріг та землі, є прем'єр-міністр, тому саме йому слід дивитися в дзеркало. Пана Шарона треба допитати — не нас». За даними газети «Гаарец», Герцог стверджував, що «основну відповідальність за будівництво незаконних форпостів в останні роки несе мій попередник Еффі Ейтам і його генеральний директор». Він також додав, що, обійнявши цю посаду на початку цього року, він наказав не перераховувати кошти на незаконні форпости, а також створити спільну команду Міноборони та Офісу прем'єр-міністра для координації бюджетів населених пунктів. Ейтам відреагував на звіт і пов'язані з ним коментарі, сказавши, що всі незаконні форпости, які він схвалив під час свого перебування на посаді, були затверджені за координацією з прем'єр-міністром Арієлем Шароном, мали його повну підтримку, а іноді були ініційовані ним. Ейтам стверджував, що Талія Сассон не була об'єктивним інспектором і що її звіт був політично мотивованим.

## Звіт «Шалом ахшав»
У листопаді 2006 року ізраїльська неурядова організація «Шалом ахшав» опублікувала звіт, який, як вони стверджували, переважно базується на тих самих урядових даних, які використовувала Сассон. Згідно зі звітом, майже 40 % землі ізраїльських поселень на Західному березі є приватною власністю палестинців. Однак у 2007 році «Шалом ахшав» оприлюднила частково зменшені цифри, згідно з якими 32,4 % землі, що «утримується» для поселень на Західному березі, є приватною власністю палестинців. За даними організації, 24 % землі, на якій фактично побудовані поселення, є палестинською власністю.

## Виноски
1. ↑  Israeli report hits at funding for settlements. Financial Times. 8 березня 2005. Архів оригіналу за 4 березня 2022. Процитовано 4 березня 2022.
2. ↑  Israel 'funded illegal outposts' (брит.). 9 березня 2005. Архів оригіналу за 4 березня 2022. Процитовано 16 лютого 2020.
3. ↑  In quotes: Ariel Sharon. BBC News (брит.). 11 січня 2014. Архів оригіналу за 4 березня 2022. Процитовано 16 лютого 2020.
4. ↑  :: APN :: Shalom Achshav Announcements. Архів оригіналу за 21 березня 2005. Процитовано 4 березня 2022.
5. ↑  Politics: Settlers confirm state complicity in building outposts in Judea and Samaria. Israelinsider. 8 березня 2005. Архів оригіналу за 6 липня 2008. Процитовано 30 червня 2008.
6. ↑  Israel 'funded illegal outposts'. BBC News. 9 березня 2005. Архів оригіналу за 4 березня 2022. Процитовано 23 травня 2010.
7. ↑  Архівована копія. Архів оригіналу за 15 березня 2005. Процитовано 4 березня 2022.{{cite web}}:  Обслуговування CS1: Сторінки з текстом «archived copy» як значення параметру title (посилання)
8. ↑  Arutz Sheva
9. ↑  Peace Now publication: November 2006 report [Архівовано 15 березня 2016 у Wayback Machine.]
10. ↑  March 2007 report. Архів оригіналу (PDF) за 4 березня 2016. Процитовано 4 березня 2022.
11. ↑  Peace Now: 32% of land held for settlements is private Palestinian property. Haaretz.com. Архів оригіналу за 1 липня 2020. Процитовано 16 серпня 2016.